# 黃琜
黃琜（16世紀—1610年），本名黃應玄，孺名黃學，字玄成，號鳳東、又号鳳署，浙江紹興府餘姚縣人，明朝政治人物。

## 生平
黃琜是追贈太僕寺卿黃曰中的同輩、萬曆丙辰進士黃尊素的族父，為國子監生員時經義有名氣，但間中偏離規矩，萬曆十六年（1587年）中浙江鄉試舉人第十四名，之後某次參加會試中，考官陶望齡拿出一份考卷對同僚說：「這一份卷必定是餘姚黃應玄的。」拆去糊名果然如此，他得知後為之折服，於是拜對方為師。其後他擔任北通州儒學學正，到三十八年（1610年）會試中式第四十七名，成第三甲二百十一名進士，授文林郎，不久去世，葬在慈谿黃土嶺。

## 家族
- 曾祖父：黃瑞[5]
- 祖父：黃仕[5]
- 父親：黃一科，順昌縣丞[5]
- 母親：邵氏[5]
- 妻妾：正室贈孺人邵氏，繼室封孺人楊氏[6][5]
- 兒子：黃緝敬、庠生黃纘敬、黃繩敬、庠生黃維敬[5]

## 引用
1. 1 2  民國《竹橋黃氏宗譜·卷十一》：鳳署公，諱琜，封太僕者同世也，初舉於鄉名應玄，其經義有名於時，而間出入繩墨，陶文簡分經禮闈，得一卷乙之以示同考官，曰：「此必餘姚黃應玄也。」拆糊名果然，公聞之心折，遂北面文簡稱子弟，萬曆庚戌改名第進士，是時已為教諭，尋卒。 家錄
2. ↑  光緒《餘姚縣志·卷十六·選舉表》：（萬曆）十六年戊子（舉人） 黃琜 本名應玄……三十八年庚戌（進士）……黃琜
3. ↑  道光《【直隸】通州志·卷六·官師》：學正……黃琜 浙江餘姚舉人，三十五年任，登庚戌進士
4. ↑  《萬曆三十八年庚戌科進士登科錄》：黃琜 貫浙江紹興府餘姚縣民籍，國子生，治《易經》，字玄成，行六，年三十七，三月二十五日生。曾祖槐，祖仕，父一科 縣丞，母邵氏，慈侍下，弟璉、珽、琳，娶徐氏，繼娶楊氏。浙江鄉試第十四名，會試第四十七名。
5. 1 2 3 4 5 6 7  民國《竹橋黃氏宗譜》·卷一：十二世……槐九公 諱瑞，字質菴，配章氏，子二；繼毛氏，子二，墓在戴家山下……十三世……珣 十五 公 諱仕，配朱氏，子二，次春二十三出繼珣十九公……十四世……春 十五 公 諱一科，字見陽，順昌縣丞，配邵氏，子一；副室氏闕，子一名珽，孺名升闕……十五世 期 諱應元（玄），字鳳東，孺名學，萬曆戊子以《易經》舉于鄉，補通州學正；改諱琜，字鳳署，登萬曆庚戌進士，集選《明文海》。配邵孺人，繼楊孺人，博士松原公女，墓在慈谿黃土嶺，與國泰公同山；子四，次諱纘敬，字文若，孺名健邑，庠生，配陳氏，無後……十六世……茂 諱緝敬，字無逸，邑庠生，配瞿氏，子二 茂 諱繩敬，孺名三海，配丁氏，子一 茂 諱維敬，字璘石，孺名四海，邑庠生，配任氏，子四
6. ↑  民國《竹橋黃氏宗譜·卷首上》：誥勅……十五世諱琜 萬曆庚戌進士 配 邵、楊 氏 鶴橋支 例守文林郎、例 贈、封 孺人